# 栗腹矶鸫
栗腹矶鸫（学名：Monticola rufiventris）为鶲科矶鸫属的鸟类，俗名栗色胸石鸫、栗胸矶鸫。分布于巴基斯坦、印度、孟加拉、喜马拉雅山脉西部以至东部、东达东南亚各国北部以及中国大陆的西藏、云南、四川、湖北、浙江、广西、贵州、广东、海南、福建等地，常见于小乔木树冠上。该物种的模式产地在喜马拉雅山脉。